# Князь Олександр Вікторович
Князь Олександр Вікторович (6 травня 1975) — декан факультету інженерів землевпорядкування Харківського національного аграрного університету імені В. В. Докучаєва (з 2005 року). Учений, кандидат економічних наук, професор.

## Біографія
Народився 6 травня 1975 року. Родом з Лиманщини Донецької області. У 1993 році закінчив Лиманську загальноосвітню школу. Того ж року вступив до Харківського державного аграрного університету імені В. В. Докучаєва на факультет інженерів землевпорядкування. Закінчивши з відзнакою навчання в університеті у червні 1998 року, отримав спеціальність «Землевпорядкування та кадастр». В 1998 році вступив до аспірантури. У грудні 2004 році під керівництвом професора Вервейка Анатолія Петровича захистив дисертацію за темою «Економічні основи формування землекористувань сільськогосподарських підприємств»

## Наукова діяльність
Напрям наукової діяльності — соціально-економічні механізми формування землекористувань та землеволодінь сільськогосподарських підприємств. Удосконалення економічних механізмів регулювання земельних відносин у населених пунктах.

## Громадська робота
Член Кваліфікаційної комісії при Державному агентстві земельних ресурсів України. 

## Основні навчально-методичні роботи
- Князь О.В. Економічні основи формування території землеволодінь i землекористувань сільськогосподарських підприємств//Економіка,менеджмент, освіта в системі реформування АПК: Матеріали Всеукр.конф.молодих учених-аграрників,11-13жовт. 2000р., Харків ДАУ.- Х., 2000.- С.59-62.
- Князь О.В. Оптимізація земельних відносин як базис раціонального землекористування// Економіка АПК i природокористування: Вісн./ ХДАУ.- 2001.- N 7.- С.74-76.
- Методичні матеріали щодо проведення оцінки земель та майна / А.П. Вервейко, Л.В. Сухомлін, О.В. Князь, Т.В. Анопрієнко, Д.М. Загній / ХНАУ.- Х., 2007.- 124 с.
- Князь О.В. Екологічні аспекти формування раціонального землекористування в умовах трансформації земельних відносин // Ґрунтознавство, агрохімія,землеробство, лісове господарство,екологія: Вісн./ ХНАУ.- Х., 2006.- N 6.- С.91-94.
- Князь О.В. Ефективність державного управління у сфері земельних відносин // Економіка АПК i природокористування: Вісн./ ХНАУ.- Х., 2003.- N 6.- С.222-225.
- Князь О.В. Проблеми землевпорядного забезпечення формування землекористувань с.-г.підприємств // Економіка АПК i природокористування: Вісн./ ХНАУ.- Х., 2004.- N 10.- С. 241-245.
- Князь О.В. Просторова стабільність землекористувань сільськогосподарських підприємств в аспекті консолідації земель / О.В.Князь // Матеріали підсумкової наукової конференції професорсько-викладацького складу, аспірантів i здобувачів ХНАУ iм. В.В.Докучаєва (Харків, 22-25 січня 2013 р.).- Х.: ХНАУ, 2013.- Ч.I.-С.159-161.
- Князь О.В. Ефективність державного управління у сфері земельних відносин / О.В.Князь // Економіка АПК i природокористування: вісн./ХНАУ.- Х.: ХНАУ, 2003 .- N 6.- С.222-225.
- Князь О.В. Раціональність землекористування в аспекті сталого розвитку сільських територій / О.В.Князь // Управління земельними ресурсами в контексті сталого розвитку територій: матеріали міжнар. наук.-практ. конф. (Харків, 24-26 вересня 2013 р.).- Х.: Друкарня Мадрид, 2013.- С.94-96.